# Palomares del Campo
Palomares del Campo è un comune spagnolo di 680 abitanti situato nella comunità autonoma di Castiglia-La Mancia.